# Osadnik kostrzewiec
Osadnik kostrzewiec (Lasiommata maera) – motyl dzienny z rodziny rusałkowatych.

## Wygląd
Rozpiętość skrzydeł od 44 do 50 mm, dymorfizm płciowy słabo zaznaczony.

## Siedlisko
Polany i zręby w lasach liściastych i iglastych, skraje lasów.

## Biologia i rozwój
Wykształca jedno pokolenie w roku (lipiec-sierpień) lub (rzadziej) dwa pokolenia w roku (maj-czerwiec i koniec lipca-wrzesień). Rośliny żywicielskie są liczne m.in.: bliźniczka psia trawka, śmiałek pogięty, kłosówka miękka, mietlica pospolita. Jaja barwy białawej składane są pojedynczo na trawach. Larwy wylęgają się po ok. tygodniu, żerują w nocy. Zimują ukryte w torfowcach. Stadium poczwarki trwa 3-3,5 tygodnia. 

## Rozmieszczenie geograficzne
Gatunek zachodniopalearktyczny, w Polsce częstszy na północy i w górach, w innych rejonach nieliczny.